# Municipio de Howell (Dakota del Norte)
El municipio de Howell (en inglés: Howell Township) es un municipio ubicado en el condado de Towner en el estado estadounidense de Dakota del Norte. En el año 2010 tenía una población de 28 habitantes y una densidad poblacional de 0,3 personas por km².

## Geografía
El municipio de Howell se encuentra ubicado en las coordenadas 48°45′54″N 99°20′7″O / 48.76500, -99.33528. Según la Oficina del Censo de los Estados Unidos, el municipio tiene una superficie total de 93.22 km², de la cual 92,39 km² corresponden a tierra firme y (0,89 %) 0,83 km² es agua.

## Demografía
Según el censo de 2010, había 28 personas residiendo en el municipio de Howell. La densidad de población era de 0,3 hab./km². De los 28 habitantes, el municipio de Howell estaba compuesto por el 100 % blancos. Del total de la población el 0 % eran hispanos o latinos de cualquier raza.